# 朝日生命カードサービス
朝日生命カードサービス株式会社（あさひせいめいカードサービス）は、朝日生命保険のハウスカード「朝日ライフカード」（クレジットカード）の発行などの業務を行う企業。UCカードのブラザーズカンパニーである。

## 概要
朝日生命カードサービスは、朝日生命保険相互会社に保険契約している契約者本人に対して発行しているクレジットカード。ブランドはUC＜VISA・マスターカード＞の2種類。このカードで契約者貸し付けや積立据置金引き出しができる。